# Asclepi de Tral·les
Asclepi de Tral·les (en grec antic: Ἀσκληπιός ἐκ Τραλλέων / ἀπὸ τὰς Τραλλεῖς) fou un filòsof peripatètic deixeble d'Ammoni, fill d'Hèrmies i condeixeble de Simplici. Va viure aproximadament l'any 500.
Va escriure un comentari sobre la Metafísica d'Aristòtil i també sobre Ἀριθμητικης εἰσααγωγῆζ (Introducció a l'aritmètica) de Nicòmac Gerasè. Fabricius l'inclou a la Bibliotheca Graeca.